# 直轄市
直轄市（ちょっかつし、英: Direct-controlled municipality , 朝: 직할시 , 中: 直辖市 , 拼音: zhíxiáshì , 越: Thành phố trực thuộc Trung ương / 城舖直屬中央）は、省・道といった最上位の広域行政区画に属さず、それらと同格に位置づけられる行政区画で、中央政府の管轄を直接受ける市である。

## 中華民国
中華人民共和国建国前の中華民国には南京、上海、漢口、青島、大連、瀋陽、ハルビン、西安、北平（現在の北京）、天津、重慶、広州の12の直轄市が存在した。
政府が台湾に移転した後の中華民国には、2014年末の時点で台北、新北、桃園、台中、台南、高雄の6市がある。

## 中華人民共和国
中華人民共和国には北京市、上海市、天津市、重慶市の4市がある。
直轄市は、一般的に省より面積が小さいが、最も大きい重慶は、一番小さな省である海南省より広大である。また地方の省の中には直轄市より人口が少ないものもある。

## 大韓民国
大韓民国にはかつて、釜山・大邱・仁川・光州・大田の5直轄市があった。これらは全て1995年に広域市に改名された。なお特別市であるソウル、特別自治市の世宗（2012年7月創設）も、行政区画的には同等の権限がある。

## 朝鮮民主主義人民共和国
朝鮮民主主義人民共和国には平壌直轄市がある。
かつてはこの他に開城・咸興・清津・羅津-先鋒（現：羅先）・南浦の5直轄市があったが、いずれも廃止された。その後、開城・南浦・羅先については「特別市」に位置付けられている。

## ベトナム
ベトナムではハノイ、ホーチミン市、ダナン、ハイフォン、カントーの5市が中央直轄市とされ、第二級行政区に省直轄市も存在する。

## 参考項目
- 南京国民政府の行政区分
- 中華人民共和国の行政区分
- 台湾の行政区分
- 大韓民国の地方行政区画
- 朝鮮民主主義人民共和国の地方行政区画
- ベトナムの地方行政区画
- ロシアの連邦市 - ロシアの連邦政府直轄市。
- 連邦直轄地
- 独立市
- 特別市